# IC 433
IC 433 је елиптична галаксија у сазвјежђу Зец која се налази на листи објеката дубоког неба у Индекс каталогу.
Деклинација објекта је - 11° 39' 55" а ректасцензија 5h 40m 31,1s. Привидна величина (магнитуда) објекта IC 433 износи 13,5 а фотографска магнитуда 14,5. IC 433 је још познат и под ознакама MCG -2-15-8, PGC 17580.